# مسمومیت جمعی در شهر پن سن اسپری
مسمومیت جمعی در شهر پن سن اسپری یک مسمومیت دسته جمعی است در ۱۵ آگوست ۱۹۵۱ در شهر کوچک پن سن اسپری در جنوب فرانسه اتفاق افتاد. بیش از ۲۵۰ نفر مسموم شده و ۵۰ نفر بستری و ۷ نفر جان خود را از دست دادند. مسمومیت غذایی که در دیگر مناطق فرانسه هم اتفاق افتاد ولی تأثیر زیادی در پن سن اسپری برجا گذاشت حاصل «نان نفرین شده» (به فرانسه Le Pain Maudit) شمرده شد. اغلب منابع دانشگاهی سبب بیماری فراگیر را مسمومیت قارچی اعلام نمودند ولی برخی منابع دیگر آن را حاصل جیوه، میکوتاکسین‌ها و تری کلرید نیتروژن می دانند.

## نظریه‌های دیگر

### مسمومیت جیوه
تحقیقات بعدی مسمویت جیوه به دلیل استفاده از پانوژن یا دیگر قارچ کش‌ها برای نگهداری از گیاهان و دانه‌ها را دلیل آن می دانند. محقق فراهنجار جان جی. فولر بیان می دارد که نشانه‌هایی که قربانیان از خود در پن سن اسپری بروز دادند با این فرضیه هماهنگ نیست.

### آسپرژیلوس فومیگاتوس
در ۱۹۸۲ محققی فرانسوی پیشنهاد داد که آسپرژیلوس فومیگاتوس سمی که در سیلوهای غلات یافت می‌شود احتمالاً سبب مسمومیت بوده‌است.

### تری گلیسیرید نیتروژن
در ۲۰۰۸، استیون کاپلان تاریخ‌دان «نان نفرین شده» که روایتی مفصل از حادثه و پیامدهای آن را در برداشت منتشر نمود. این کتاب استدلال می‌کند که تری گلیسیرید نیتروژن که به‌طور مصنوعی و غیرقانونی برای سفید کردن آرد مورد استفاده قرار می‌گیرد مسبب حادثه بوده‌است.

### آزمایش میدانی سیا
در سال ۲۰۰۹ کتابی با نام «اشتباهی وحشتناک» نوشته خبرنگاری به نام هانک پی. آلبارلی پسر ادعا می‌کند که سیا استفاده از ال‌اس‌دی را روی جمعیت شهر پن سان اسپری به عنوان بخشی از برنامه ی سلاح‌های شیمیایی پروژه ام‌کی‌اولترا مورد آزمایش قرار داد. استیون کاپلان ادعای آلبارلی را به عنوان توهم توطئه رد می‌کند.